# Idalino
Idalino (biał. Ідаліна; ros. Идолина) – wieś na Białorusi, w obwodzie witebskim, w rejonie postawskim, w sielsowiecie Komaje.

## Historia
W czasach zaborów w granicach Imperium Rosyjskiego.
W dwudziestoleciu międzywojennym ówczesny zaścianek leżał w Polsce, w województwie wileńskim, w powiecie duniłowickim (od 1926 postawskim), w gminie Mańkowicze (od 1927 gmina Hruzdowo).
Według Powszechnego Spisu Ludności z 1921 roku zamieszkiwało tu 39 osób, 2 były wyznania rzymskokatolickiego a 37 prawosławnego. Jednocześnie 2 mieszkańców zadeklarowało polską a 37 białoruską przynależność narodową. Było tu 7 budynków mieszkalnych. W 1931 w 10 domach zamieszkiwało 43 osoby.
Miejscowość należała do parafii prawosławnej i rzymskokatolickiej w Hruzdowie. Podlegała pod Sąd Grodzki w Postawach i Okręgowy w Wilnie; właściwy urząd pocztowy mieścił się w Hruzdowie.
W 1938 roku zaścianek należał do gromady Idalino gminy Hruzdowo.
Po agresji ZSRR na Polskę w 1939 roku wieś znalazła się w granicach BSRR. W latach 1941–1944 była pod okupacją niemiecką. Następnie leżała w BSRR. Od 1991 roku w Republice Białorusi.
Do 2013 miejscowość wchodziła w skład sielsowietu Szyrki.